# Мончеїт
Мончеїт (рос. мончеит; англ. moncheite; нім. Moncheit m) — мінерал, бісмуто-телурид платини та паладію.

## Загальний опис
Хімічна формула: (Pt, Pd)(Te, Bi)2.
Склад у % (з Мончегорського родов.): Pt — 26,6; Pd — 6,9; Te — 45,5; Bi — 20,9.
Сингонія гексагональна.
Спайність по (0001).
Колір сталево-сірий.
Блиск металічний.
В аншліфах у відбитому світлі білий.
Здатність відбиття 60 %.
Знайдений у вигляді дрібних зерен в халькопіриті й піротині з жил Мончегорського родов. (Кольський п-ів), яке дало назву мінералу (А. Д. Генкин, Н. Н. Журавлёв, Е. М. Смирнова, 1963).